# チェイサー (漫画)
『チェイサー』は、コージィ城倉による日本の漫画。『ビッグコミックスペリオール』（小学館）にて、2012年17号から2019年2号まで隔月連載された。
昭和30年代、すでに人気漫画家として有名であった手塚治虫を強烈にライバル視し、憧れながらも手塚に対抗心を燃やす一人の漫画家の騒動を描いたモキュメンタリー風フィクション作品。
作者は同誌にて、森高夕次の名で『トンネル抜けたら三宅坂』『江川と西本』の両作品の原作を行っており、同じ漫画誌に漫画家と漫画原作者のそれぞれの立場で執筆している。
なお、単行本4巻巻末では、細野不二彦が「手塚VS三島の奇妙な双曲線」という特別解説を書き下ろしている。

## あらすじ
昭和30年代前半、戦記物の連載を多く抱えている漫画家の海徳光市は、当時、圧倒的な人気を誇っていた手塚治虫を一方的にライバル視していた。そして、人づてに手に入れた情報を元に、手塚治虫の行動を真似て追い続ける。
その行動によって、手塚の狂気にも似た仕事量・天才性・異常性を思い知らされるのだが、懲りずに対抗し続けたことから、自身もそれなりの漫画家として成功していくことになる。

## 登場人物
海徳 光市（かいとく こういち）
手塚治虫と「同年代」の漫画家。本名は「海徳国治」。
本人は知覧にいた元特攻隊と自称しているが、実は山梨の航空整備兵養成学校の生徒で戦場には行っていない。担当編集者たちの間でもその疑惑は囁かれているのだが、編集者にしてみれば、漫画の内容に経歴詐称は関係ないので、あえてそのことには触れていない。
海徳のモデルについては、城倉は半ばリップサービスもあって自分自身がモデルであると答えてはいるが、同時代、同年代にものすごい漫画家がいたら、同じ漫画家としてライバル心を燃やすのは当然であろうし、城倉自身も若いことは当時の若いアシスタントたちと他の漫画の批評めいたことを会話していたこともあると答えている。
月刊誌時代（1957年 - 1967年）
物語は1957年頃から始まるが、月刊誌時代は戦記作品を得意とし、少年漫画誌3誌（『少年画報』『冒険王』『おもしろブック』）と大人漫画誌1誌（『週刊漫画TIMES』）に連載を持つなど、それなりに人気がある。
後に結婚して家庭を持った責任感から、4人のアシスタント体制で3誌増やし、合計7本の連載を持った。海外旅行やカラーテレビの追加購入などで散財する前には読切を増やすなど、根は真面目である。
手塚とは正反対の無骨な風貌で、性格も無頼派のつもりだが、実際はかなり神経質でそそっかしい。手塚に強烈なライバル心を持ち、手塚が行っていることと同じことをやろうとしているが、結婚以外は常に裏目に出ている。
本人は手塚のことを否定し批判しているが、手塚作品は全て持っている上、誰よりも手塚作品に詳しいので、傍から見れば熱烈な手塚ファンにしか見えない。
本来、手塚がまったく興味を示さないタイプの泥臭い作風だが、流行を捉える直感に優れており、当時としてはかなり斬新で「未来を先取りしたような」アイデアをいくつも出している。しかし、時代が早すぎて、「眼鏡を外すと美少女」以外はなかなか理解されない。
1959年、講談社から『週刊少年マガジン』創刊にあたって連載を依頼されるが、苦手の時代劇もので企画に難航した挙げ句、コンペ落ちする。以後、講談社で描くことはなかった。
1963年、アニメ版『鉄腕アトム』のヒットに触発され、頭に操縦ユニットが乗る巨大ロボットもの『魔神ロボット』のメディアミックス連載企画を『少年キング』で進めるが、桑田次郎『キングロボ』の連載とバッティングしたことで頓挫する。
1967年、『少年画報』で連載していた旧作『虎、旋回す』が『タイガージェット』と名を変えアニメ化される。手塚に対抗して『リボンの騎士』と同じ時間枠を希望し、放送されるが、強力な裏番組のために視聴率が低迷し、1クールで打ち切られてしまう。
週刊誌時代（1968年 - 1977年）
1968年、月刊少年誌の急激な衰退に危機感を抱くが、少年週刊誌の波には乗りそこねていたところ、『おもしろブック』の担当だった日下から『少年ジャンプ』創刊にあたって依頼され、派手な必殺技を連発する熱血ボウリング漫画『おれのドラゴンボウル』を執筆。泥臭い後発誌である『少年ジャンプ』の先行きには懐疑的だったが、想像以上に『ジャンプ』の発行部数が伸びたことから連載となる。
『おれのドラゴンボウル』は大ヒットとなり、『男一匹ガキ大将』『ハレンチ学園』と並ぶ『ジャンプ』の三本柱となる。『あしたのジョー』と同じく1970年にアニメ化され、ボウリングブームを巻き起こすきっかけになる。その縁でテレビにも出演するなど、状況の変化に驚くが、ブームの終息から徐々に人気が低下、15巻は超えたものの打ち切りに近い形で1972年12月に連載終了。
間髪入れず、得意分野の航空戦記もの『スーパーゼロ戦隊』を連載するが、前作のような人気は得られず、全20回（全2巻）で打ち切りとなる。
少年漫画誌では低迷し、虫プロ倒産の憂き目に遭っていた大御所・手塚が『ブラック・ジャック』で復活したことに刺激を受け、邸宅を手放し、貸家暮らしに戻る。数年後、『週刊少年サンデー』にて美少女ギャグ漫画『名探偵ラムちゃん』が全9巻のスマッシュヒットとなり、後世の漫画家たちに影響を与えた。
晩年（1978年以降）
『名探偵ラムちゃん』終了後は少年週刊誌から退き、小学館の学習誌でカーレース（F1）漫画などを執筆していた。
1987年、新進気鋭の漫画家「デスペラード千」が海徳の娘だと公になったことから、日下の企画で59歳にして『週刊少年ジャンプ』にゼロ戦ものの読み切り『ゼロ戦ブルー』を描くが……。
作中、何度も「この人物は実在した！」と紹介されていたが、その人物が誰なのか最後まで明かされる事はなかった。
手塚 治虫（てづか おさむ）
実在の人物で、『漫画の神様』とも呼ばれる大人気漫画家。海徳にライバル視されているが、そのことは手塚自身は知らない。作中、名前と様々なエピソードが紹介されている。
多数の連載を抱えている上に医学博士でもあり、虫プロの経営者として雑誌の創刊やアニメーション制作も手掛け、大成功している。
しかし、一人ではさすがに手に負えないことや、時代と作風が合わなくなってきたことから人気が次第に低迷。1970年代前半の少年週刊誌では「敬遠される大御所」状態になっていたが、『ブラック・ジャック』で大復活を遂げる。
1969年、『おれのドラゴンボウル』アニメ化に際し、虫プロ社長として初めて海徳と対面し、作風の違いからアニメ化を断ったが、虫プロが『あしたのジョー』のアニメ化を決めたことから大阪万博で海徳に問い質され、その報復として海徳の手塚賞選考委員就任を拒否するなど、微妙な関係になる。
海徳には1964年の新幹線試験走行、1970年の大阪万博、1988年のパーティーと3度サインを書いているが、1964年の1度目は覚えていなかった。
なお、作中では後ろ姿であったり、逆光で顔が影になったりするなど、容姿は明確には描かれない。
海徳 正江（かいとく まさえ）
第7話から登場。元々は海徳の担当編集者たちが飲みに通っていたバーのホステスで、源氏名はあけみ。編集者たちから海徳を結婚相手として紹介され、勢いで結婚する。良き妻として海徳を支え、子宝にも恵まれ、幸せな家庭を築く。
地味な顔立ちだが、なぜか可愛く見えることが時々ある。手塚治虫のファンで、海徳ほどではないが手塚作品に詳しく、時折、海徳と手塚作品について濃い会話をするので、光市の担当編集者からは「この夫婦、鬱陶しい」と思われている。
海徳の娘たち
奈美（1961年8月8日生）、涼子（1962年生）、千代子（1964年生）、和美（1967年生）の四姉妹。全員、両親に似ず美人で「トンビが鷹を生んだ」と言われるが、父親の影響で揃って漫画好きに育つ。思春期にはギャグ漫画やハレンチ漫画ばかり読んでいたことから、海徳の悩みの種となるも、手塚がそれらの要素を『三つ目がとおる』や『ブラック・ジャック』でキャラクターに上手く取り入れていることを知り、更に千代子の先見的なアドバイスも加わったことで、『名探偵ラムちゃん』のヒットが生まれる。
成人後、長女の奈美はファッションモデル、次女の涼子はテレビ局のアナウンサー、三女の千代子は漫画家、四女の和美は舞台女優として、それぞれ華々しい活躍をしている。特に千代子は「デスペラード千」のペンネームで、かつて父が連載していた『週刊少年ジャンプ』で航空戦記漫画『ファントムガイズ』を連載し、新進気鋭の漫画家として活躍する。
列土 公平（れつど こうへい）
第9話から登場。海徳の整備学校時代の仲間。漫画家志望で手塚のアシスタントになろうとしたが、ハードルが高すぎたことから諦め、海徳の仕事場へアシスタント希望者として訪れ、採用される。
海徳が整備学校上がりだということを知っているが、そのことは海徳から口止めされている上、本人も漫画家として手塚と同じ土俵に上がっている海徳をうらやましいと思っているので、誰にも言わないでいる。
毒舌だが、それなりに絵が上手く描け、コミュニケーション能力が高いことから、アシスタントだけでなくマネージャーとしても長い間、海徳をフォローしていた。しかし、『おれのドラゴンボウル』連載終了後のスランプから自分を追い込むべく、虫プロ倒産の逆境から復活した手塚を真似て貸家住まいへ戻った海徳からクビを宣告される。その後の消息は不明。
欄布（らんぷ）
少年画報社『少年画報』での海徳の担当編集者。古株。
1963年に『少年キング』へ異動し、海徳と巨大ロボットもの『魔神ロボット』の企画を行うが、桑田次郎『キングロボ』の新連載で立ち消えてしまう。
刃矛（はむ）
秋田書店『冒険王』での海徳の担当編集者。古株。
壁村耐三の代理で手塚番を務めたこともある。
六狗（ろっく）
芳文社『野球少年』での海徳の担当編集者。古株。
『野球少年』が廃刊となり、大人漫画誌時代の『週刊漫画TIMES』に異動したあとも海徳に4コマ漫画の連載をさせているが、 TVアニメ『鉄腕アトム』開始の頃から出番が激減する。しかし、『スーパーゼロ戦隊』打ち切り後の海徳が、ストーリー漫画誌に転換した『週刊漫画TIMES』に唯一の連載（16ページ）を持っていたことから、付き合いは続いていたらしい。
日下（ひげ）
第3話から登場。集英社『おもしろブック』での海徳の担当編集者。
前述の3人よりも若く、麻雀を知らなかったりと毛色が異なるが、ほどなく溶け込む。
仕事熱心だがメジャー志向が強く、手塚の才能は認めているが、経営者としての資質や60年代後半からの暗い作風には批判的。
『ガロ』『COM』などの青年漫画誌もたびたび批判していた。
『少年ジャンプ』創刊にあたって海徳を口説き落とし、ボウリング漫画『おれのドラゴンボウル』を連載させ、ヒット後はジャンプとの専属契約を結ぶように説得するが、手塚治虫が結局、『週刊少年サンデー』創刊時に専属契約を結ばなかったことを指摘され、すげなく断られる。
後に、海徳の娘である千代子がジャンプに連載している縁で、親子対決として海徳にジャンプで読み切り作品の執筆を依頼する。
少年サンデーの編集者
ジャンプでの仕事が無くなった海徳を誘い、粘り強く『名探偵ラムちゃん』を連載させる。
モデルは作者である城倉が『週刊ヤングサンデー』編集長時代に世話になった実在の人物・熊田正史。手塚に読切『魔の山』を執筆させた新人時代のエピソードも紹介されている。
東映動画の社員
手塚治虫が東映動画の嘱託となったことに感化された海徳がアニメーター体験した際に知り合った現場管理者。その後も『魔神ロボット』のエピソードで、なにかと海徳の相談に乗っている。動画としての『鉄腕アトム』には否定的だが、手塚の才能には畏怖を抱いている。
また、虫プロの真似事を始めた海徳プロに『少年忍者風のフジ丸』『宇宙パトロールホッパ』のセル着色下請けを外注していた。

## 書誌情報
- コージィ城倉 『チェイサー』 小学館〈ビッグコミックス〉、全6巻
  1. 2013年10月5日発行（2013年9月30日発売[16]）、ISBN 978-4-09-185417-9
  2. 2014年8月4日発行（2014年7月30日発売[17]）、ISBN 978-4-09-186374-4
  3. 2015年8月4日発行（2015年7月30日発売[18]）、ISBN 978-4-09-187150-3
  4. 2016年9月4日発行（2016年8月30日発売[19]）、ISBN 978-4-09-187740-6
  5. 2018年1月9日発行（2018年1月4日発売[20]）、ISBN 978-4-09-189774-9
  6. 2019年4月3日発行（2019年3月29日発売[21]）、ISBN 978-4-09-860247-6